# Arquitectura de las iglesias ortodoxas

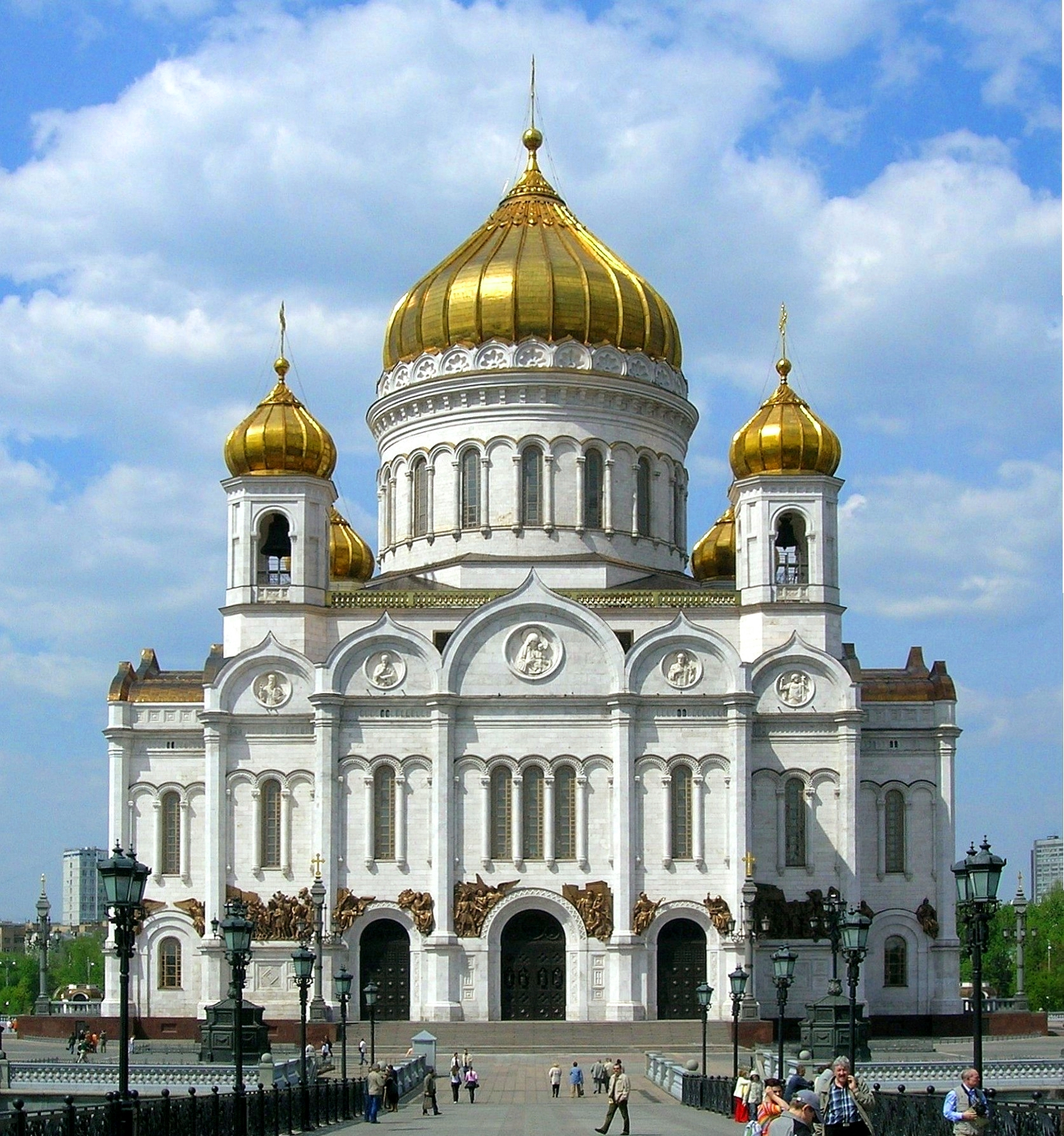
La catedral de Cristo Salvador de Moscú, la más alta de las iglesias ortodoxas del mundo (1995–2000, reconstrucción fiel de la antigua catedral levantada en 1839-1883, y dinamitada en 1931).

Las iglesias ortodoxas, en tanto edificios que acogen las ceremonias y servicios religiosos de la Iglesia ortodoxa, tienen un estilo claro y reconocible entre la familia de estilos de las arquitecturas eclesiales. Cada una de las Iglesias ortodoxas autocéfalas ha desarrollado sus propias tradiciones constructivas y estilos arquitectónicos religiosos, aunque al estar comúnmente influidas por el legado del Imperio Romano de Oriente y de la arquitectura bizantina, todas comparten un conjunto de similitudes fundamentales que las distinguen y de las que se ocupa este artículo.

## Historia

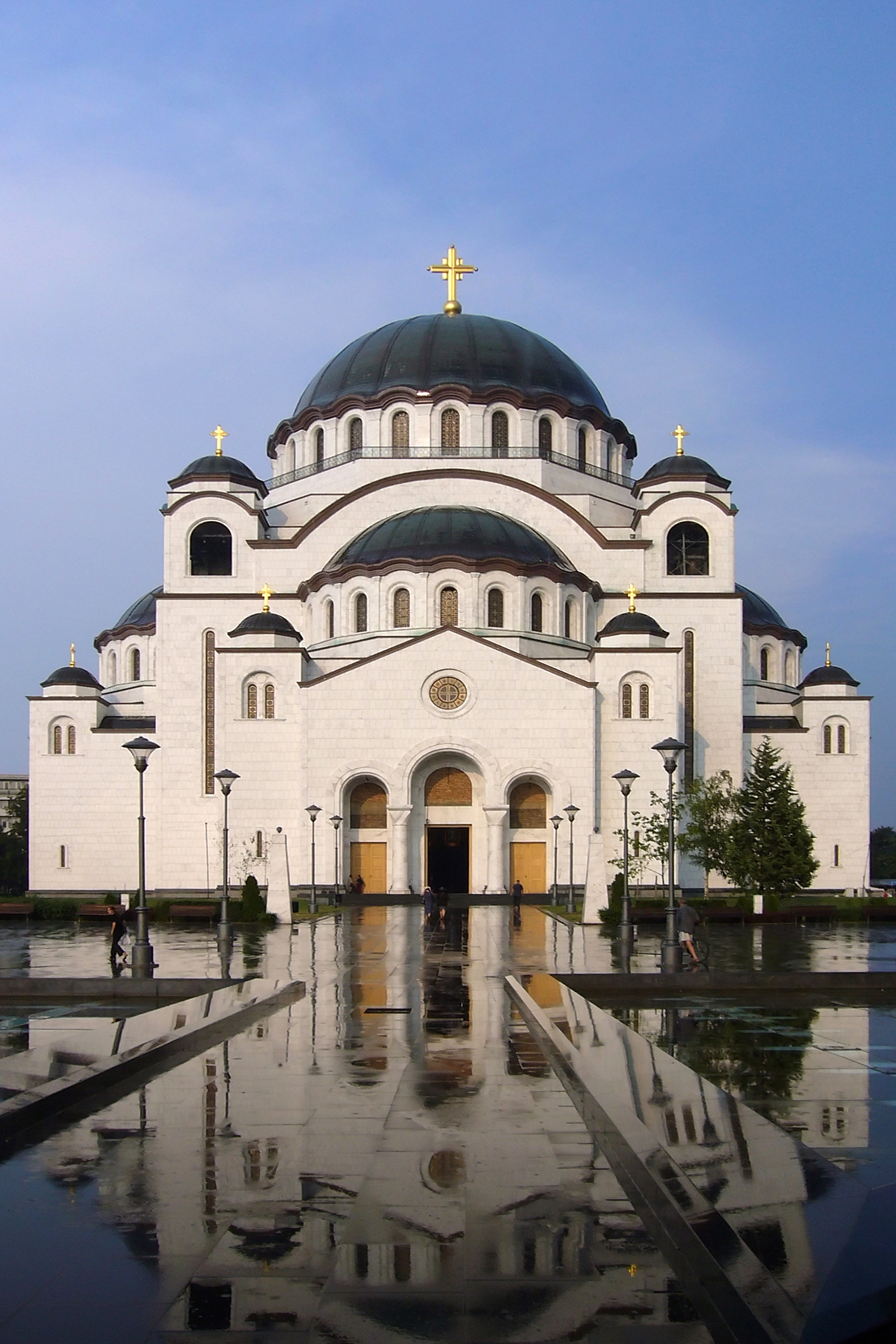
La catedral de San Sava en Belgrado, Serbia (1935-hoy).

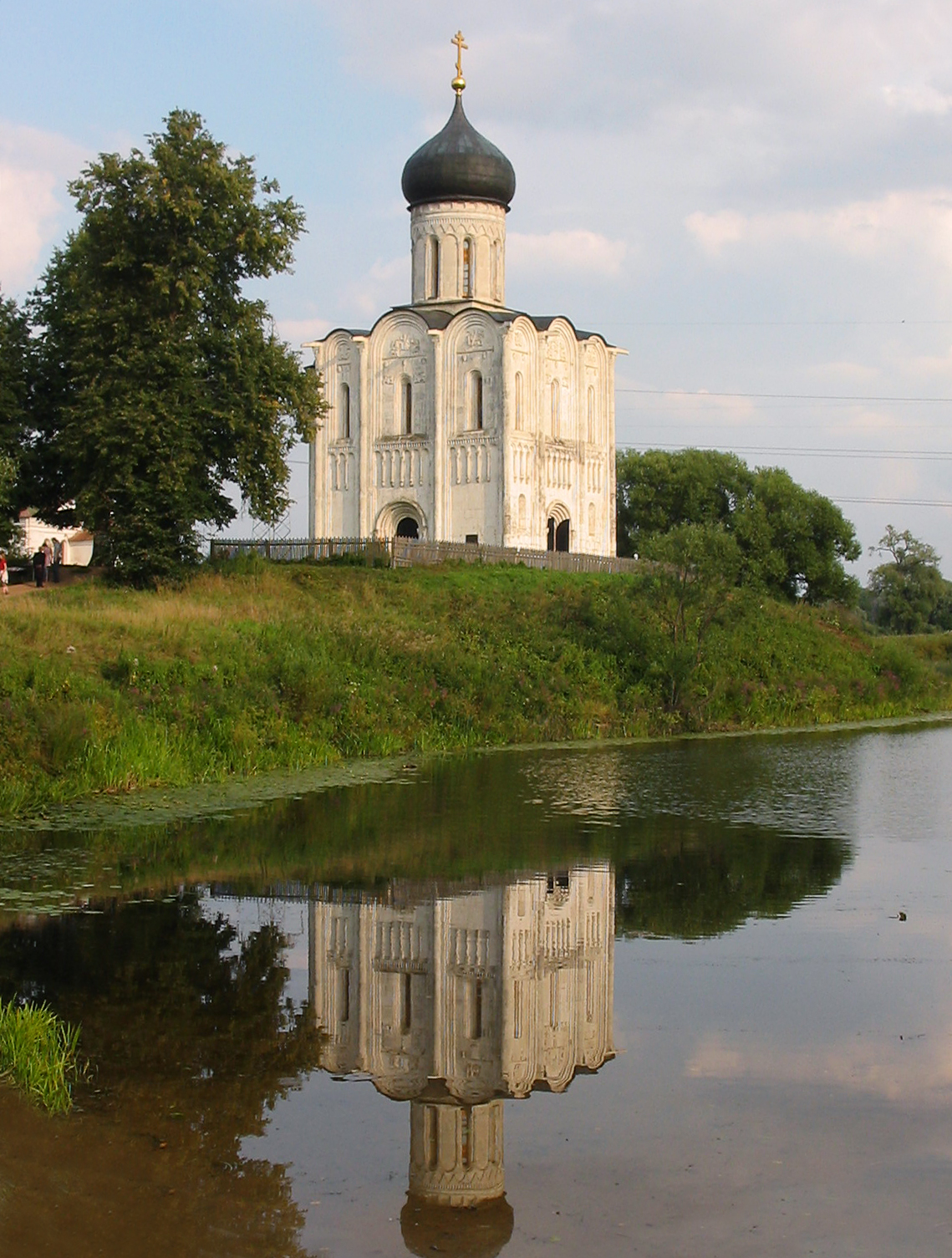
Iglesia de la Intercesión del río Nerl (1165), una de las iglesias medievales rusas más famosas. Es parte de los Monumentos Blancos de Vladímir y Súzdal, sitio Patrimonio de la Humanidad.

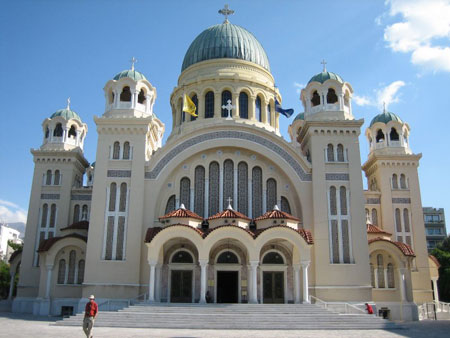
Catedral ortodoxa griega de San Andrés de Patras en Patras, Grecia.

Aunque comparten muchas tradiciones, el cristianismo en Occidente y Oriente comenzaron a divergir desde una fecha temprana. Mientras que en Occidente la forma más común de las iglesias fue la de la basílica —una sala alargada de una única nave con un ábside en un extremo—, en Oriente predominó un estilo de iglesias más centralizado y compacto. Esas iglesias tuvieron su origen en los martyria y se centraron en las tumbas de los santos, en especial de los mártires que habían muerto durante las persecuciones (y que solamente terminaron totalmente con la conversión al cristianismo del emperador Constantino). Copiaron los módelos de las tumbas paganas y estaban cubiertas por una cúpula que simbolizaba el Cielo. Esa cúpula central se rodeaba a menudo con construcciones en los cuatro puntos de la brújula, lo que generó la forma cruciforme; esos cuerpos también se cubrieron muchas veces con torres y cúpulas. Las construcciones centralizadas y las basílicas se combinaron a veces afortunadamente, como en la iglesia de Hagia Sophia en Constantinopla. Con el tiempo, el extremo oriental basilical se fue destinando a la erección de un iconostasio, una pantalla en la que se colgaban los iconos y que ocultaba el altar a los fieles excepto en los momentos elegidos de la liturgia en que se abrían sus puertas.
Una variante de la iglesia centralizada se desarrolló en Rusia y fue muy utilizada en el siglo XVI. La cúpula fue reemplazada por una cubierta cónica a cuatro aguas —cubierta en pabellón— mucho más delgada y más alta, que, se dice, se habría originado por la necesidad de evitar que la nieve permaneciese sobre los techos. Uno de los mejores ejemplos de esas iglesias carpadas es la catedral de San Basilio de la Plaza Roja en Moscú.
Durante mucho tiempo, fueron las iglesias y los palacios aristocráticos los que dominaron el arte de la arquitectura, y por ello, la evolución de las iglesias ortodoxas se presenta en gran detalle en los artículos arquitectura bizantina y arquitectura de Rusia.
A diferencia de la arquitectura cristiana occidental, con su tendencia a incorporarse a la modernidad (véase, por ejemplo, la catedral Metropolitana de Liverpool (1962-1967) o la iglesia de Le Corbusier de Notre Dame du Haut (1950)), la arquitectura ortodoxa siguió y sigue siendo conservadora y tradicional. Una excepción notable y arquitectónicamente importante es el diseño que realizó Frank Lloyd Wright en la iglesia ortodoxa griega de la Anunciación () en Wauwatosa, Wisconsin, en Estados Unidos.
La catedral de la Arquidiócesis de la Santísima Trinidad en el Upper East Side de la ciudad de Nueva York, es la iglesia cristiana ortodoxa más grande del hemisferio occidental.

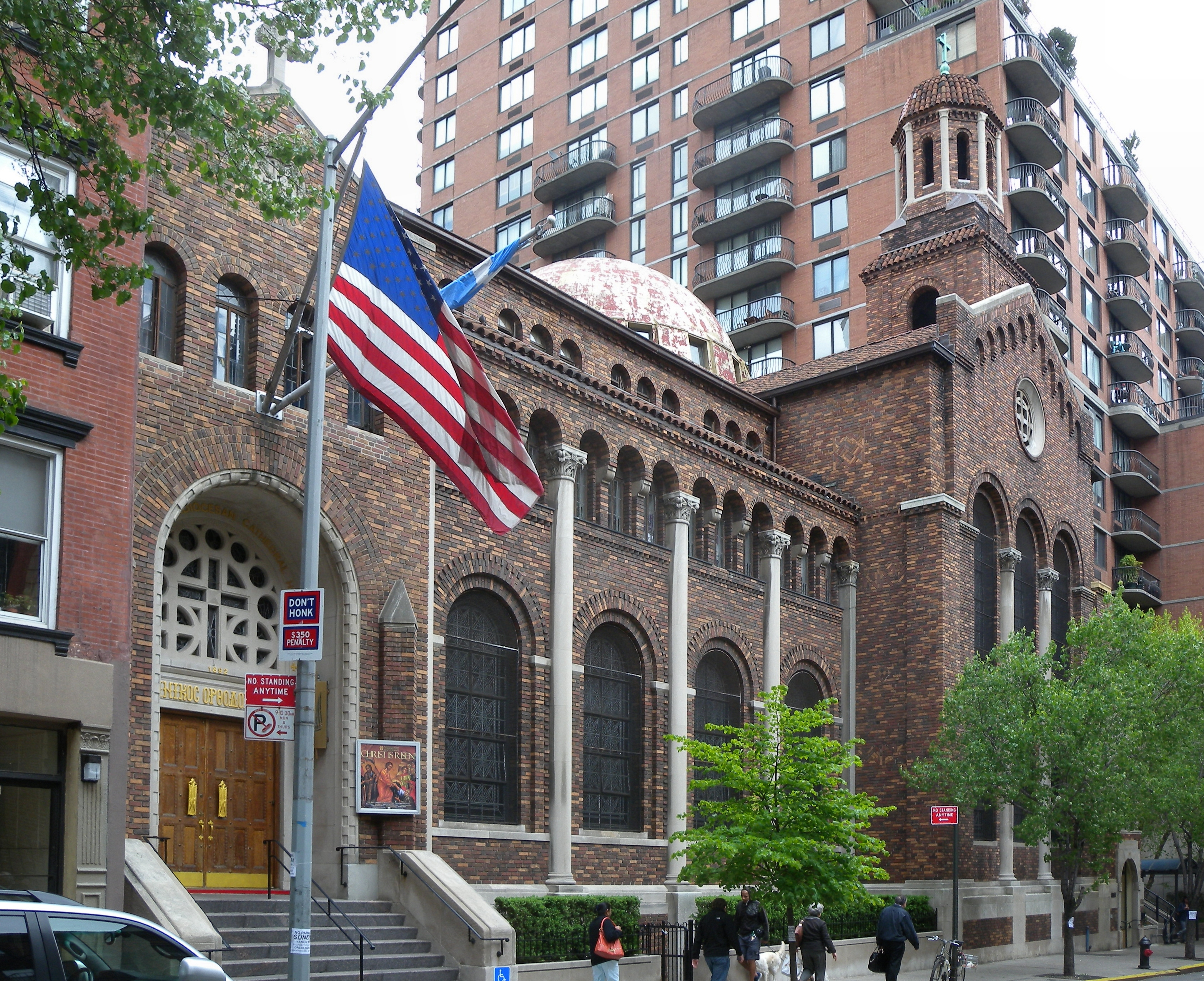
Catedral de la Arquidiócesis de la Santísima Trinidad.

## Terminología

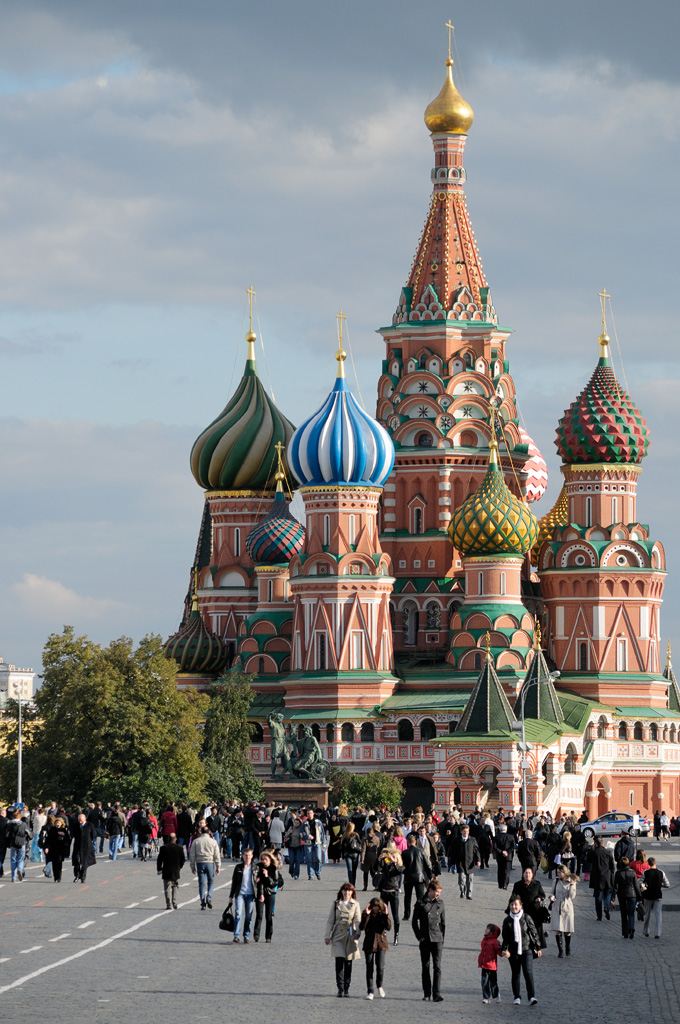
Catedral de San Basilio en la Plaza Roja de Moscú (1555-1561).

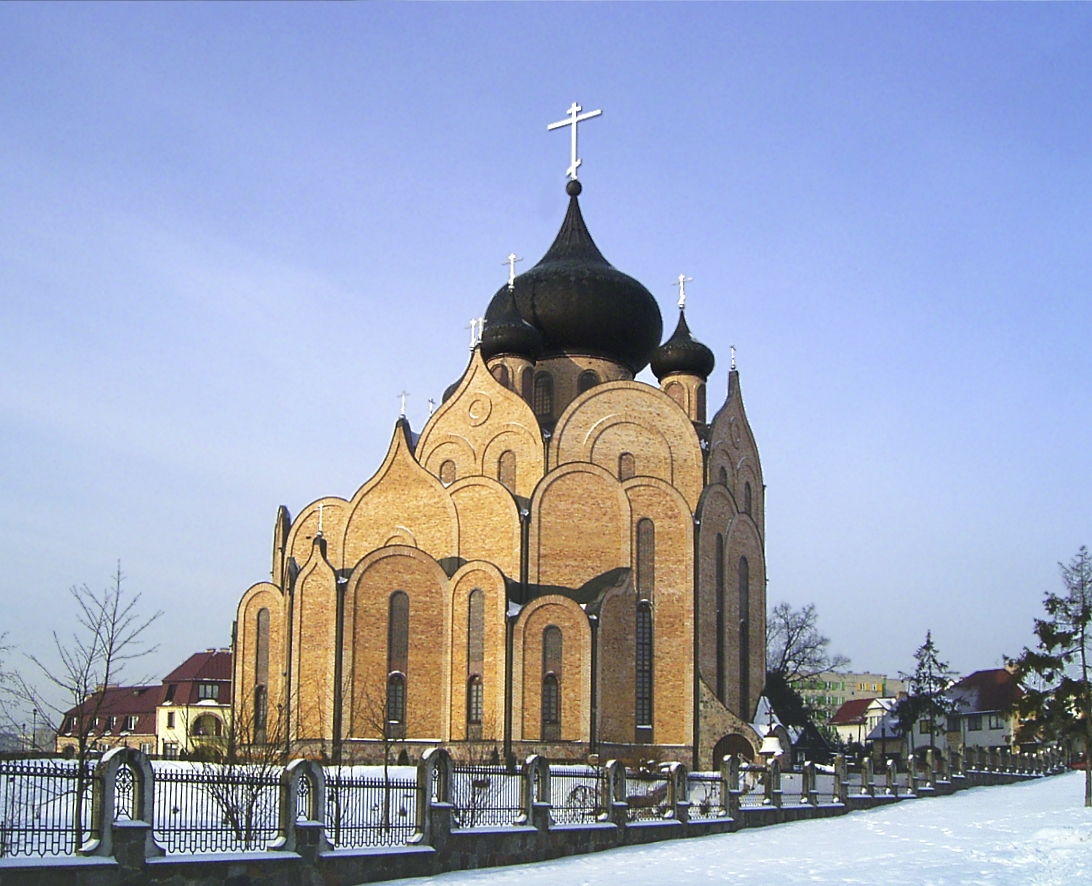
La postmoderna Iglesia del Espíritu Santo en Bialystok es el edificio de culto ortodoxo más grande en toda Polonia.

En lengua rusa (similar a otras lenguas eslavas orientales) la palabra de uso general para designar una «iglesia» es tserkov (церковь). Cuando se habla en un sentido elevado, el término khram (Храм), templo, se utiliza para referirse al edificio de la iglesia como un templo de Dios, Khram Bozhy (Храм Божий). Las palabras «iglesia» y «templo» son en este caso intercambiables; sin embargo, el término «iglesia» (en griego: εκκλησία) es mucho más común en español (y en inglés). El término «templo» (en griego: ναός) también se aplica comúnmente a las iglesias más grandes. Algunas iglesias famosas que habitualmente se conocen como templos son Hagia Sophia, la catedral de San Basilio, la Catedral de Cristo Salvador, el Templo de San Sava.
Algunas iglesias tienen un estatus especial y son mencionadas como «sobor» (o soborny khram, cоборный храм) —de la palabra del antiguo ruso que significa «reunir»—, en el sentido de asamblea y muy similar al sínodo católico. En griego, la sede de la diócesis se denomina καθεδρικός ναός. En ruso, una catedral es un «sobor» (кафедральный собор, kafedralny sobor) y la sede del propio Patriarca se llama «sobor patriarcal» (Патриарший собор, Patriarshiy sobor). La iglesia principal de un monasterio también puede ser llamada sobor. El estatus de sobor solamente puede ser asignado por el Patriarca y si un obispado construye una nueva sede para su cátedra, la antigua iglesia conserva la condición de sobor, como pasa con las catedrales católicas.
La iglesia principal de un monasterio se llama un catholicon, y puede estar reservada para los principales servicios, celebrándose los servicios menores en otras iglesias del monasterio.
Una iglesia independiente de la eparquía local se llama "sobor stauropegial" (en griego stauropegia significa 'el montaje de la cruz'). Por ejemplo, las sobor patriarcales son solamente stauropigiales.
Otro tipo de iglesias extra-eparquiales son las iglesias domésticas, que pertenecen a algunas residencias privadas.

## Arquitectura

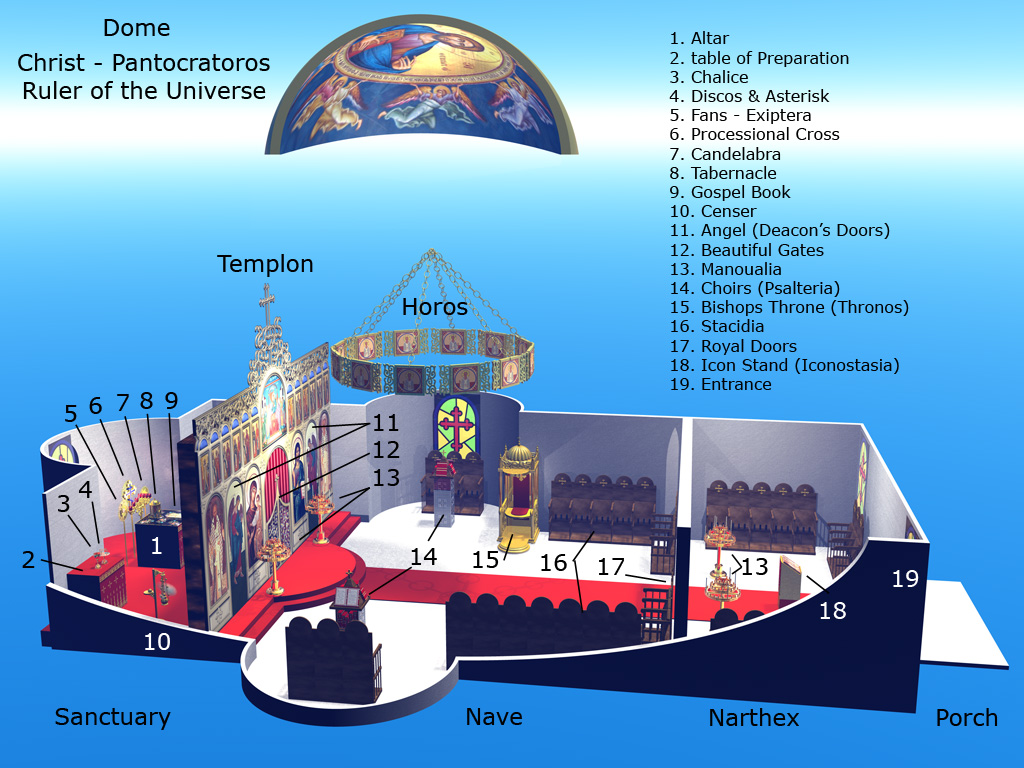
Ilustración del interior tradicional de una iglesia ortodoxa.

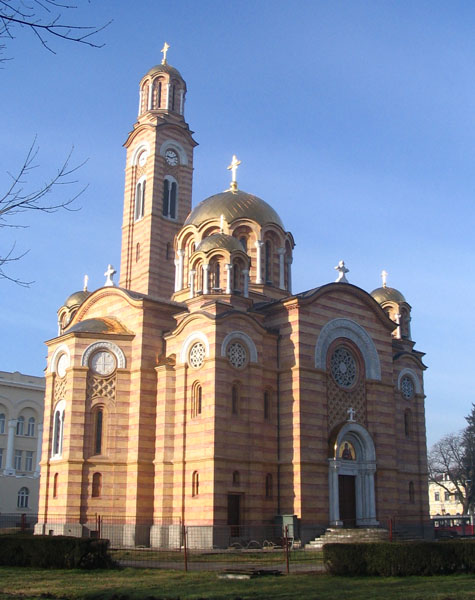
Catedral de Cristo Salvador en Banja Luka, Bosnia y Herzegovina, construida con piedra de color natural importada de la región de Mesopotamia y cúpulas doradas (1993-2004).

Los edificios de las iglesias ortodoxas tienen las siguientes disposiciones básicas, cada una con su simbolismo:
- planta alargada: rectángulo, rectángulo redondeado (oval), que simboliza el barco como medio de salvación (Arca de Noé);
- planta cruciforme (en forma de cruz),
- planta estrellada,
- planta circular.

La cúpula en lugar de una cubierta plana simboliza el cielo. En las iglesias rusas, las cúpulas a menudo se rematan con cúpulas en forma de cebolla, donde se montan las cruces. Estas cúpulas se llaman «cabezas» (глава) o «cabezas adormidera» (маковица, маковка). La luna creciente era un símbolo de Bizancio, anterior a las conquistas otomanas. La luna creciente que se encuentra en los iconos, las vestimentas y las miniaturas de libros del Viejo Régimen se refiere a la luna como el símbolo del ancla, el símbolo de la salvación, en concordancia con el simbolismo de la Iglesia como barco.
El altar (santuario) está situado en la parte oriental de la iglesia —con independencia de su forma— y en la occidental se dispone un campanario anejo (o construido por separado).
El edificio de la iglesia tiene muchos significados simbólicos, siendo tal vez el más antiguo y más importante el concepto de que la iglesia es el Arca de la Salvación (como un Arca de Noé) en el que el mundo se salva de la avalancha de tentaciones. Debido a esto, la mayoría de las iglesias ortodoxas son de planta rectangular. Otra forma popular, especialmente para las iglesias con grandes coros, es la cruciforme o en forma de cruz. Los patrones arquitectónicos pueden variar en forma y complejidad, anadiéndose a veces naves alrededor de la iglesia principal, o altares triples (la Liturgia solo puede realizarse una única vez al día en cualquier altar en particular), pero en general, la disposición simbólica de la iglesia sigue siendo la misma.
El edificio de la iglesia se divide en tres partes principales: el nártex (vestíbulo), la nave (el propio templo) y el santuario (también llamado altar o lugar sagrado).
Una diferencia importante de las iglesias ortodoxas tradicionales de las iglesias occidentales es la ausencia de bancos en la nave. En algunas tradiciones étnicas de la Ortodoxia, se consideró una falta de respeto sentarse durante los sermones. Sin embargo, en algunas iglesias de Occidente y sobre todo en las iglesias de la diáspora en los EE. UU., se dispusieron bancos y reclinatorios, bajo la influencia de otras denominaciones cristianas.

### Nártex
El nártex es el elemento de conexión entre la Iglesia y el mundo exterior, y por esta razón los catecúmenos (ortodoxos pre-bautizados) y no ortodoxos han de estar aquí (nota: la tradición de permitir solamente el acceso a los confirmados ortodoxos en la nave de la iglesia ha caído en desuso). En las iglesias monásticas es habitual que los laicos que visitan el monasterio permanezcan en el nártex, mientras que los monjes o monjas están en la nave. Separan el nártex de la nave las Puertas Reales (llamada así ya sea porque Cristo pasa a través de ellos en la liturgia, o porque en la época del Imperio bizantino, el emperador accedía al cuerpo principal de la iglesia de Hagia Sophia, a través de estas puertas y se acercaba al altar para participar de la Eucaristía). A ambos lados de este portal hay grandes candeleros de latón llamados menalia que representan las columnas de fuego que recuerdan las hogueras que hicieron los hebreos antes de entrar en la tierra prometida.

### Nave

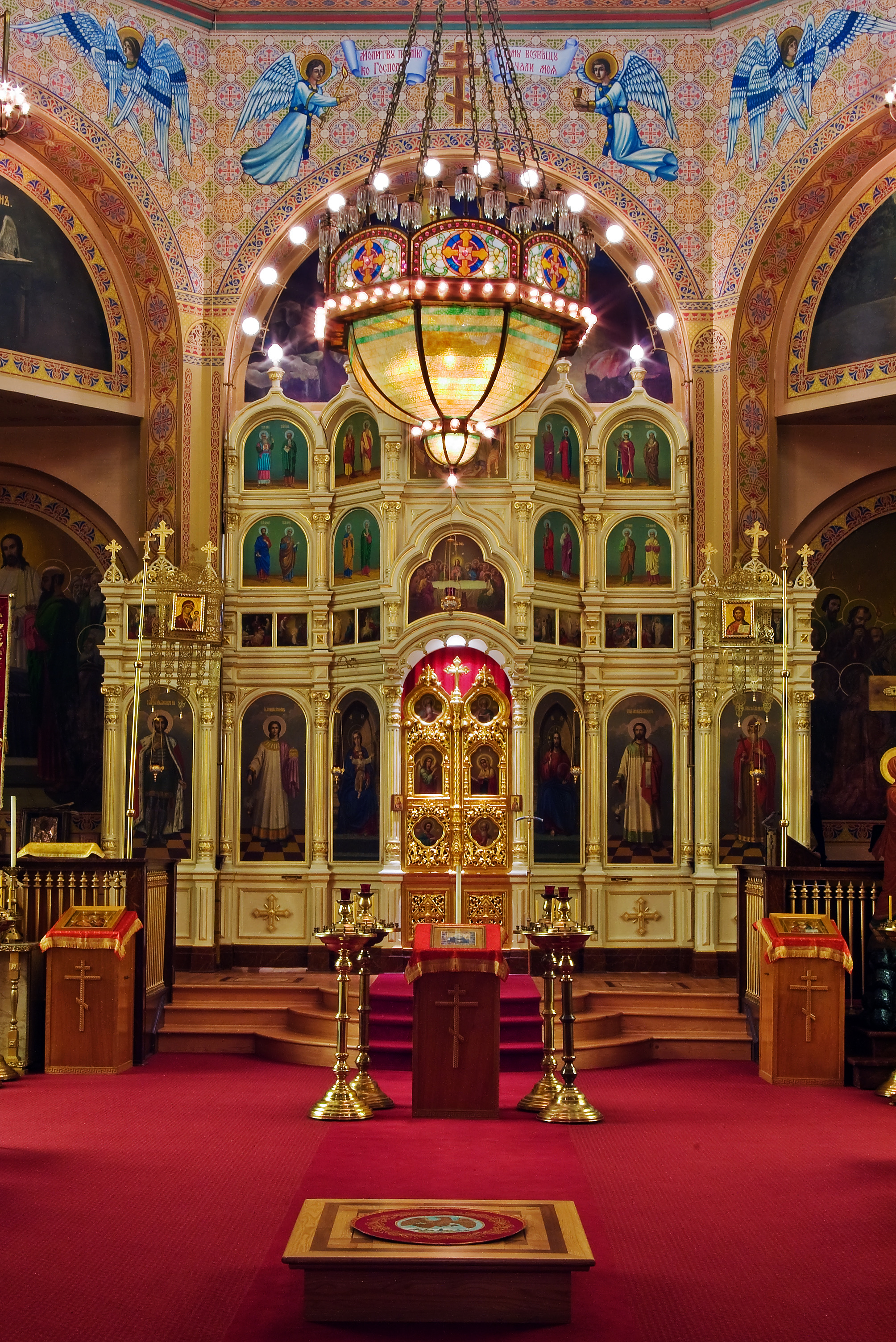
Una vista de la nave en la Catedral Ortodoxa de la Santísima Trinidad en Chicago (diseñada por Louis Sullivan).

La nave central es el cuerpo principal de la iglesia, donde permanecen las personas durante los servicios. En la mayoría de las iglesias tradicionales ortodoxas no hay asientos o bancos como en Occidente, sino stacidia (una silla alta con reposabrazos lo suficientemente altos como para ser utilizados como apoyo mientras se está de pie) que se encuentran generalmente a lo largo de las paredes. Tradicionalmente no se está sentado durante los servicios con las únicas excepciones de la lectura de los Salmos y el sermón del sacerdote. La gente permanece de pie ante Dios. Hay muchas excepciones en los países occidentales, especialmente en los EE. UU., donde la familiaridad con las prácticas católicas y protestantes ha llevado a las similitudes en los muebles de la iglesia. No es raro encontrar bancos y reclinatorios.
Los muros están normalmente cubiertos de piso a techo con iconos o pinturas murales de santos, de sus vidas y de historias de la Biblia. Debido a que el edificio de la iglesia deriva directamente de las raíces judías donde hombres y mujeres permanecen separados, la Iglesia Ortodoxa sigue esta práctica, con los hombres a la derecha, y las mujeres a la izquierda, todos en pie. Con esta disposición se subraya la igualdad ante Dios (la misma distancia al altar), y que el hombre no es superior a la mujer. En muchas iglesias modernas esta práctica tradicional ha sido alterada y las familias permanecen juntas.
Por encima de la nave, en la cúpula de la iglesia, se encuentra el icono de Cristo Todopoderoso (Παντοκρατωρ/Pantocrátor, «todopoderoso»). Directamente colgando debajo de la cúpula (en las iglesias más tradicionales) suele haber una especie de candelero circular con representaciones de los santos y apóstoles, llamados el horos.
La nave de una iglesia ortodoxa puede variar en forma, tamaño y diseño de acuerdo a las diversas tradiciones de su Iglesia. Los dos tipos más comunes de las Iglesias ortodoxas, desde Justiniano, han sido el cruciforme —de planta abierta cuadrada/rectangular— o una planta más lineal con naves secundarias. Sin embargo, el último cayó en desuso desde el Gran Cisma, y fue más utilizado en las iglesias occidentales ya que se adaptó mejor a los servicios que se celebraban en ellas que a los del rito oriental. Dos antiguos tipos, el cuadrado abierto (o rara vez, circular) y el cruciforme, se encontraron mejores para la celebración de la Divina Liturgia. Estas dos disposiciones interiores tienden a dar edificaciones más compactas en lugar de alargadas.
La planta cruciforme es la más antigua de las dos disposiciones interiores y parece ser de origen bizantino. Viene de la adaptación de dos de las formas arquitectónicas cristianas, la basílica y la planta octogonal/circular. La iglesia cruciforme incluye a menudo pasillos secundarios similares a los de la basílica occidental, pero suelen ser muy cortos y están cortados por la mitad, dejando una gran forma de cruz en el centro de la iglesia. La planta abierta cuadrada/circular es la más reciente de los dos tipos. Se encuentra habitualmente en las iglesias de Europa del Este y en las iglesias griegas más modernas. Esta iglesia conserva la forma cuadrado/circular anterior, aunque las naves laterales se han eliminado para abrir el espacio completamente. Este modelo ha sido muy usado en todo el mundo en los últimos años, más con la invención del acero y el hormigón armado, ya que permite que la cúpula pueda ser sustentada sin la necesidad masivos arcos y columnas que eran las principales características de las antiguas iglesias cruciformes.

### Iconostasio

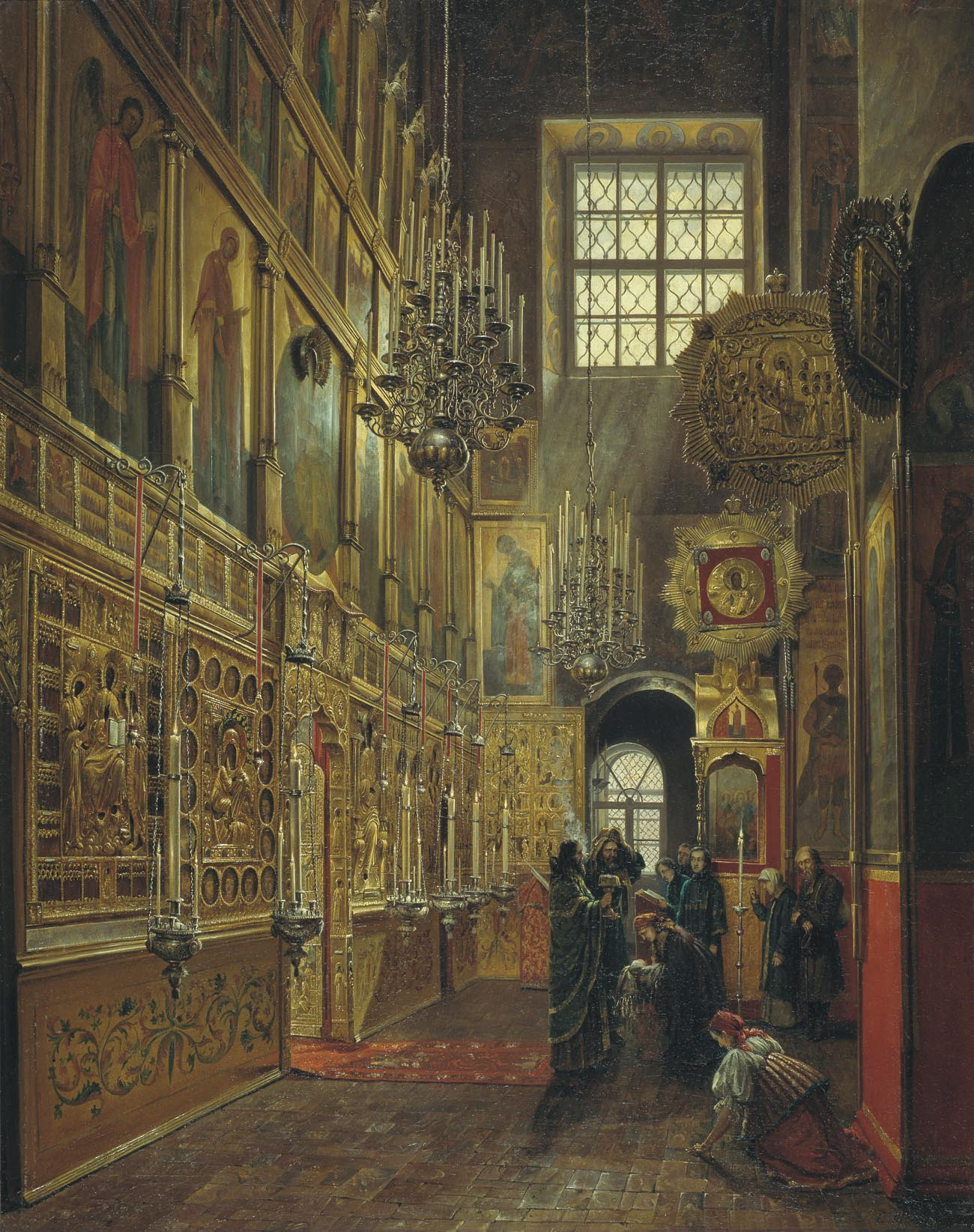
Una representación del frente de un iconostasis en la obra de Stepan Shukhvostov, Iglesia de San Alejo de en el monasterio Chudov del Kremlin de Moscú.

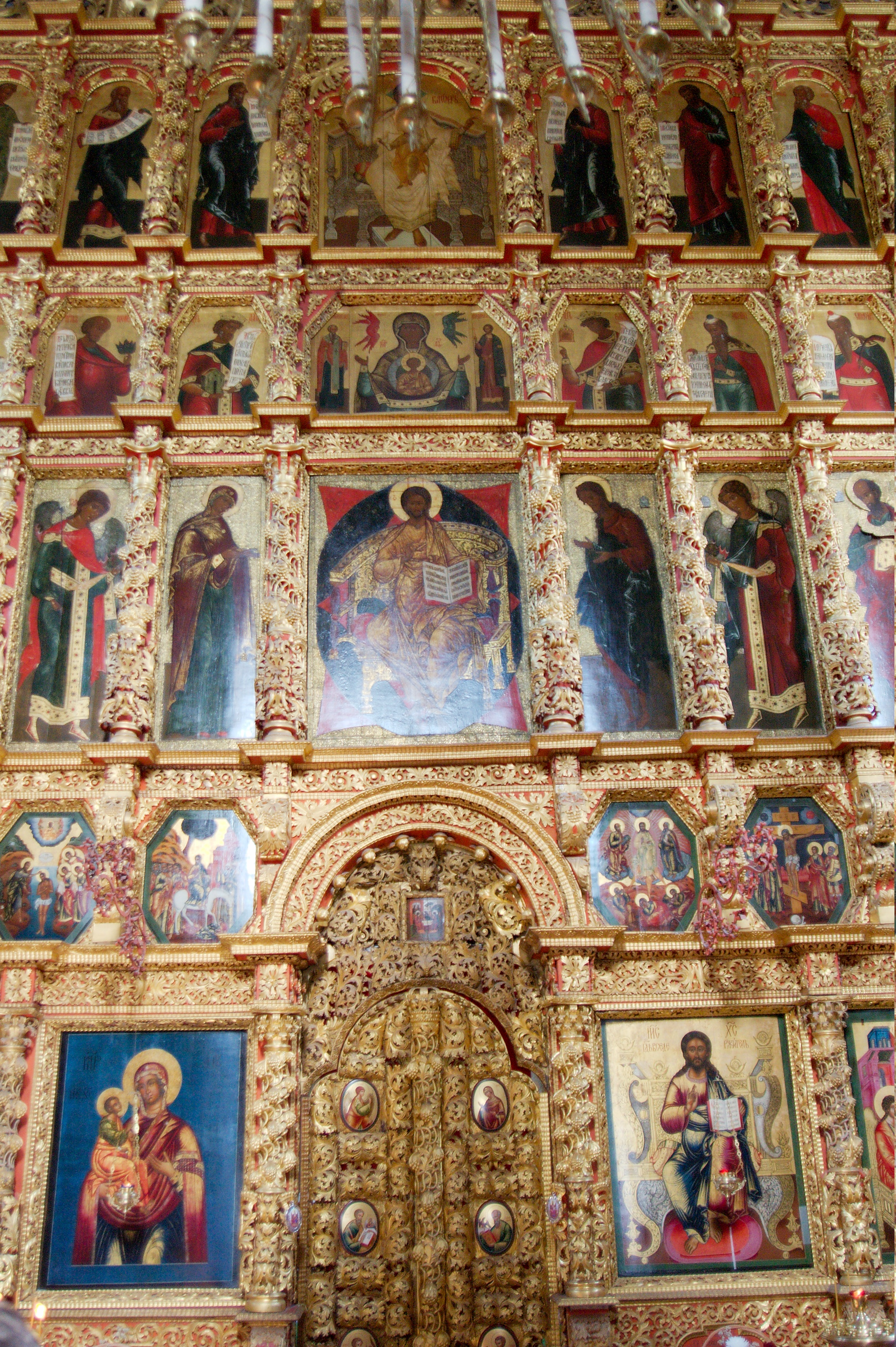
Iconostasio de mediados del siglo XVII en el monasterio Ipatiev: a ambos lados de las puertas santas están el Cristo Pantocrátor y el Theotokos; por encima de ellos, las grandes fiestas; más arriba, el Deesis; por encima, los Profetas a cada lado de Nuestra Señora del Signo; por encima de ellos, los Apóstoles a cada lado de la Santísima Trinidad.

El iconostasio, también llamado el  τεμπλον/templon, se trata de una pantalla o pared entre la nave y el santuario, que está cubierta con iconos. Normalmente tiene tres puertas, una en el centro y una a cada lado: la central —tradicionalmente llamada «Puerta Hermosa»—, solo es utilizada por el clero y hay momentos en que se cierra durante el servicio y se dibuja una cortina; las laterales —llamadas «Puertas de los Diáconos» o «Puertas de los Ángeles», ya que a menudo se representaron en ellas a los arcángeles Miguel y Gabriel— son utilizadas por diáconos y servidores para entrar en el santuario. Por lo general, a la derecha de la Puerta Hermosa (mirando desde la nave) está el icono de Cristo, luego el icono de San Juan el Bautista; el icono de la izquierda es el Theotokos, se muestra siempre celebrando a Cristo; y luego el icono del santo a quien esté dedicada la iglesia (es decir, el patrón). A menudo hay otros iconos en el iconostasio pero varían de iglesia en iglesia. La cortina es  también abierta y cerrada en varios momentos del servicio.

### Santuario
La zona detrás del iconostasio a la que se accede a través de las Puertas Hermosas o Puertas Ángel es el santuario o altar. En esta zona está la mesa del altar, llamada a menudo la santa mesa o trono; el ábside en el centro alberga en lugar elevado un trono para el obispo y los synthronos o asientos para los sacerdotes, a cada lado; la prótesis u oblatorio, una pequeña capilla en el lado norte donde se preparan las ofrendas de la Eucaristía (llamada esta Proscomidia) antes de ser llevadas a la mesa de altar y se guardan los vasos sagrados; y el diaconicón, en el lado sur, donde se guardan los ornamentos, libros y vestiduras.
Los altares ortodoxos suelen ser cuadrados. Tradicionalmente están cubiertos por un pesado brocado que llega hasta el suelo. De vez en cuando tienen canopios o doseles sobre ellos. Todos los altares ortodoxos tienen reliquias de santo incrustadas en ellos, por lo general, las de un mártir, colocadas en el momento en que se consagraron. Por encima de la mesa del altar, en el centro y hacia la parte posterior, hay un recipiente adornado generalmente llamado el tabernáculo donde se almacenan los elementos eucarísticos reservados para la comunión de los enfermos. Tiene la forma a menudo de una reproducción de una iglesia. Frente a este se coloca el Libro del Evangelio, que por lo general tiene una cubierta de metal decorada. Bajo el Evangelio, hay un trozo doblado de tela llamado eiliton. Plegada dentro del eiliton está la antimension, que es una tela de seda impresa con una representación del entierro de Cristo y con reliquias cosidas en él. Ambos paños se despliegan antes de las ofrendas y se colocan sobre la mesa del altar. Detrás del altar hay un candelabro de siete brazos, que recuerda al candelabro de siete brazos del Antiguo Testamento del Tabernáculo y del Templo de Jerusalén. Detrás de esto está una cruz procesional de oro. A ambos lados de la cruz hay abanicos litúrgicos (en griego: ripidia o hexapteryga) que representan serafines de seis alas. Contra la pared detrás del altar hay una gran cruz. Colgada de la cruz por lo general hay una representación iconográfica plana de Cristo (Corpus) que se puede retirar durante los 50 días siguientes a la Pascua.
Tradicionalmente, ningún producto de origen animal —que no sea lana o cera de abejas—, está permitido en el santuario/altar. En teoría, esta prohibición afecta al cuero (en la forma de tapas de piel de los libros de los servicios y de los zapatos), pero esto no siempre se cumple hoy. También está prohibido el dinero. Nadie puede entrar en el altar sin la bendición del sacerdote u obispo, y los adornos personal,es como anillos y pendientes, no pueden ser usados por quienes sirven allí.

## Galería de imágenes

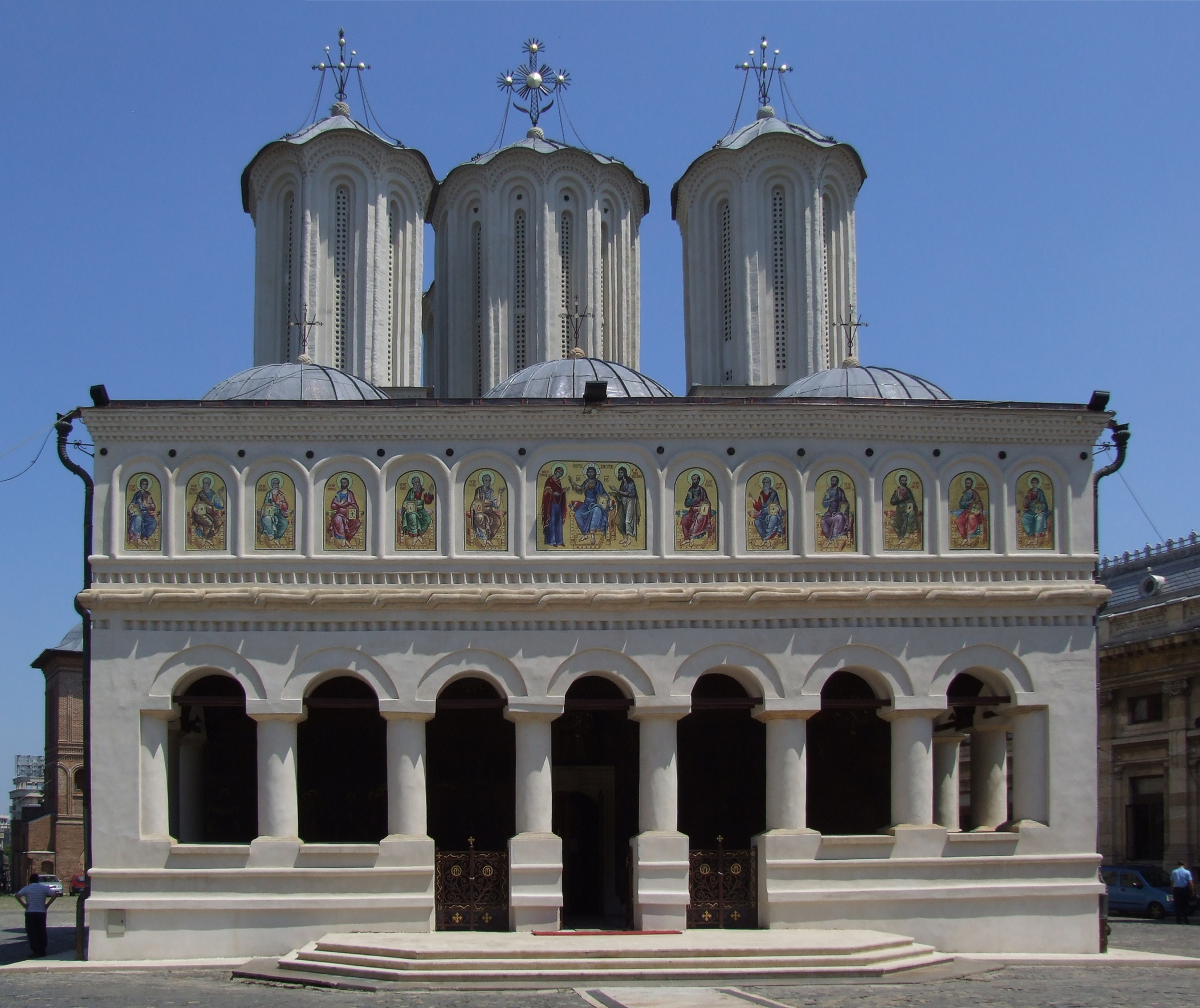
Catedral Patriarcal (1656-1658) en Bucarest, Rumania.
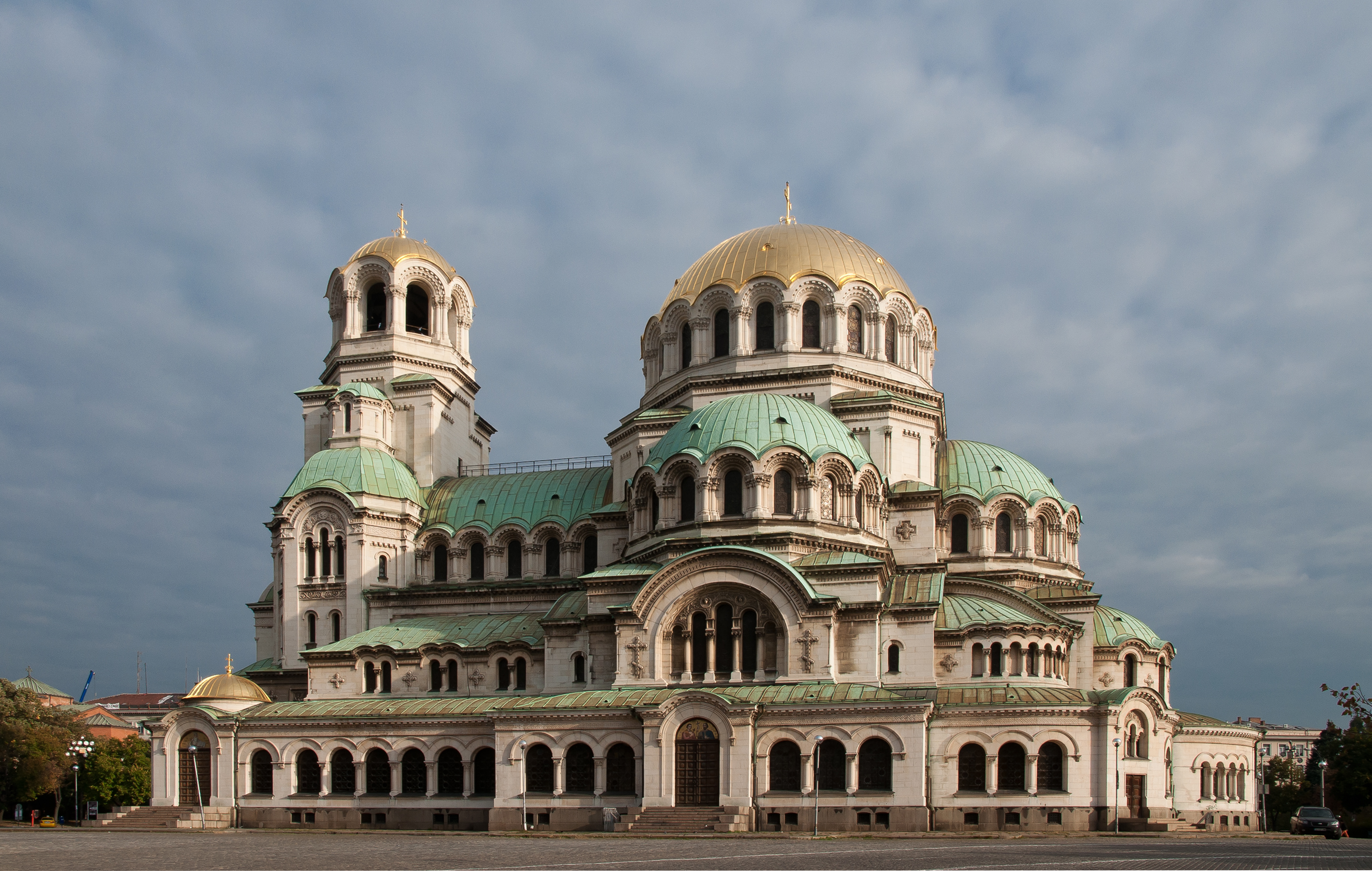
Catedral de Alexander Nevsky (1882-1912) en Sofia, Bulgaria.
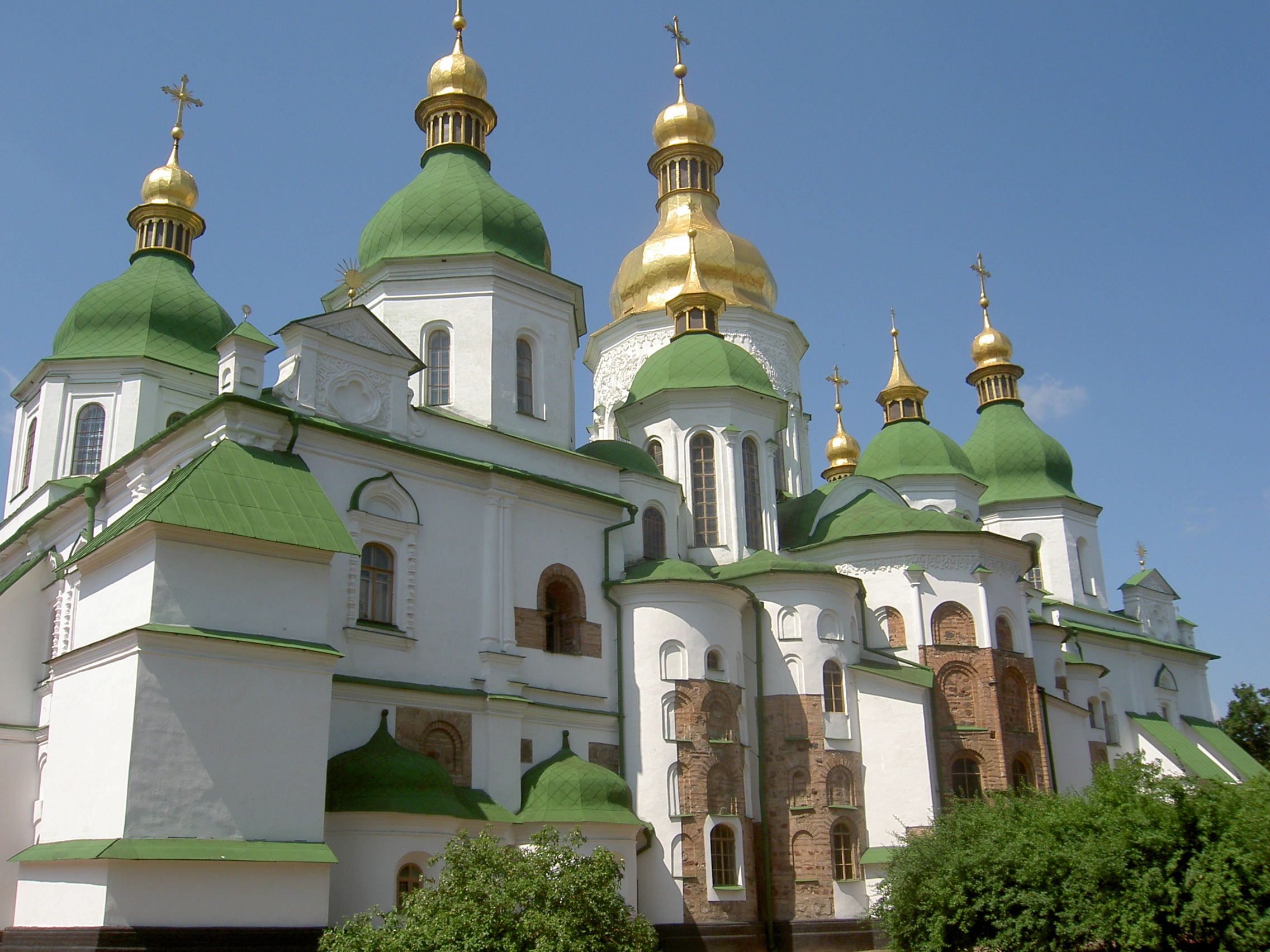
Catedral de Santa Sofía en Kiev, Ucrania.
Catedral de Alexander Nevsky en Łódź fue construida a través de aportaciones de las elites mercantilistas de la ciudad, así como del zar de Rusia.
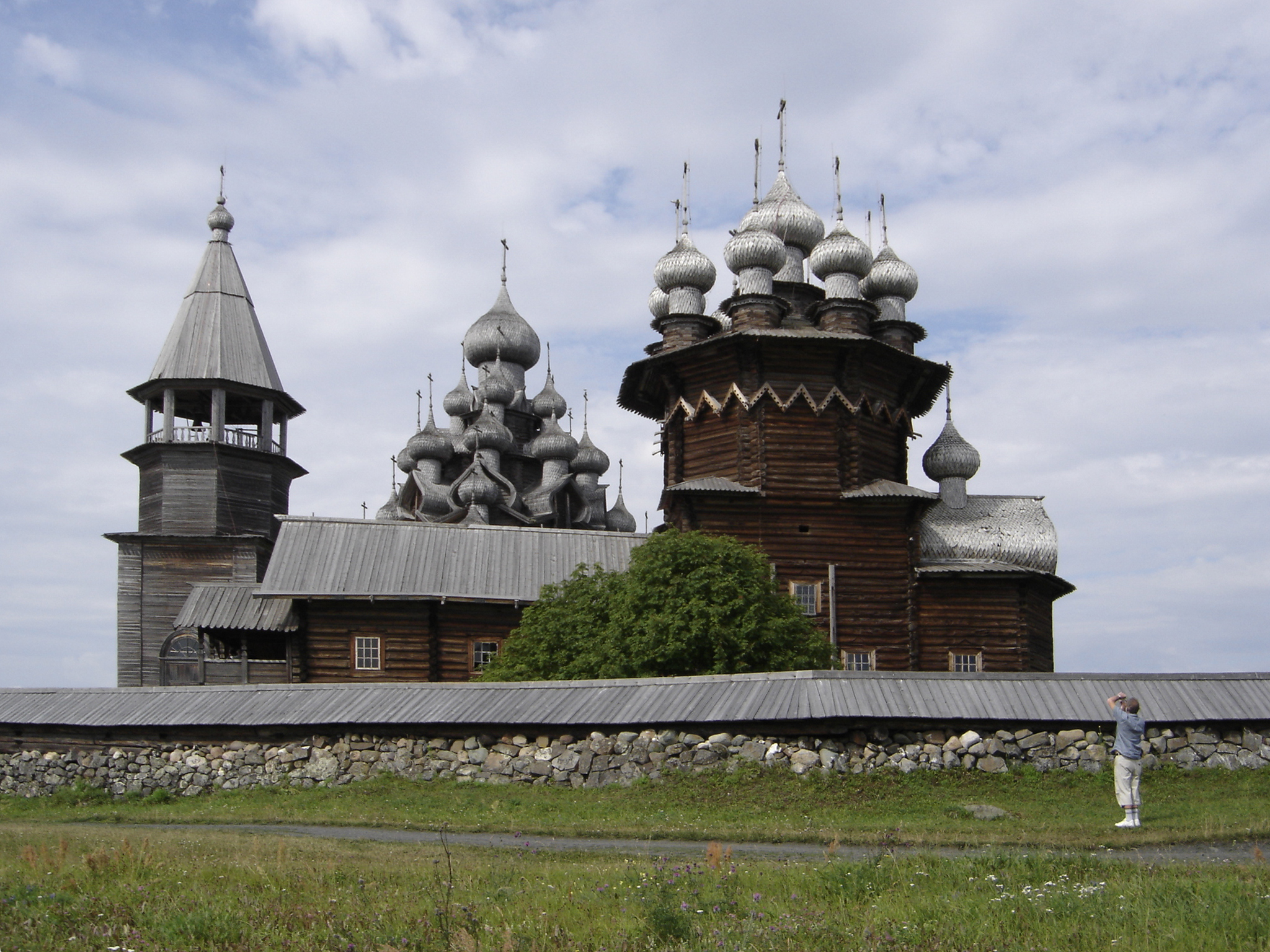
Un milagro en madera en Kizhi, parte de un conjunto iglesias, capillas y casas de madera. Es uno de los destinos turísticos más populares en Rusia y Patrimonio de la Humanidad de la UNESCO.
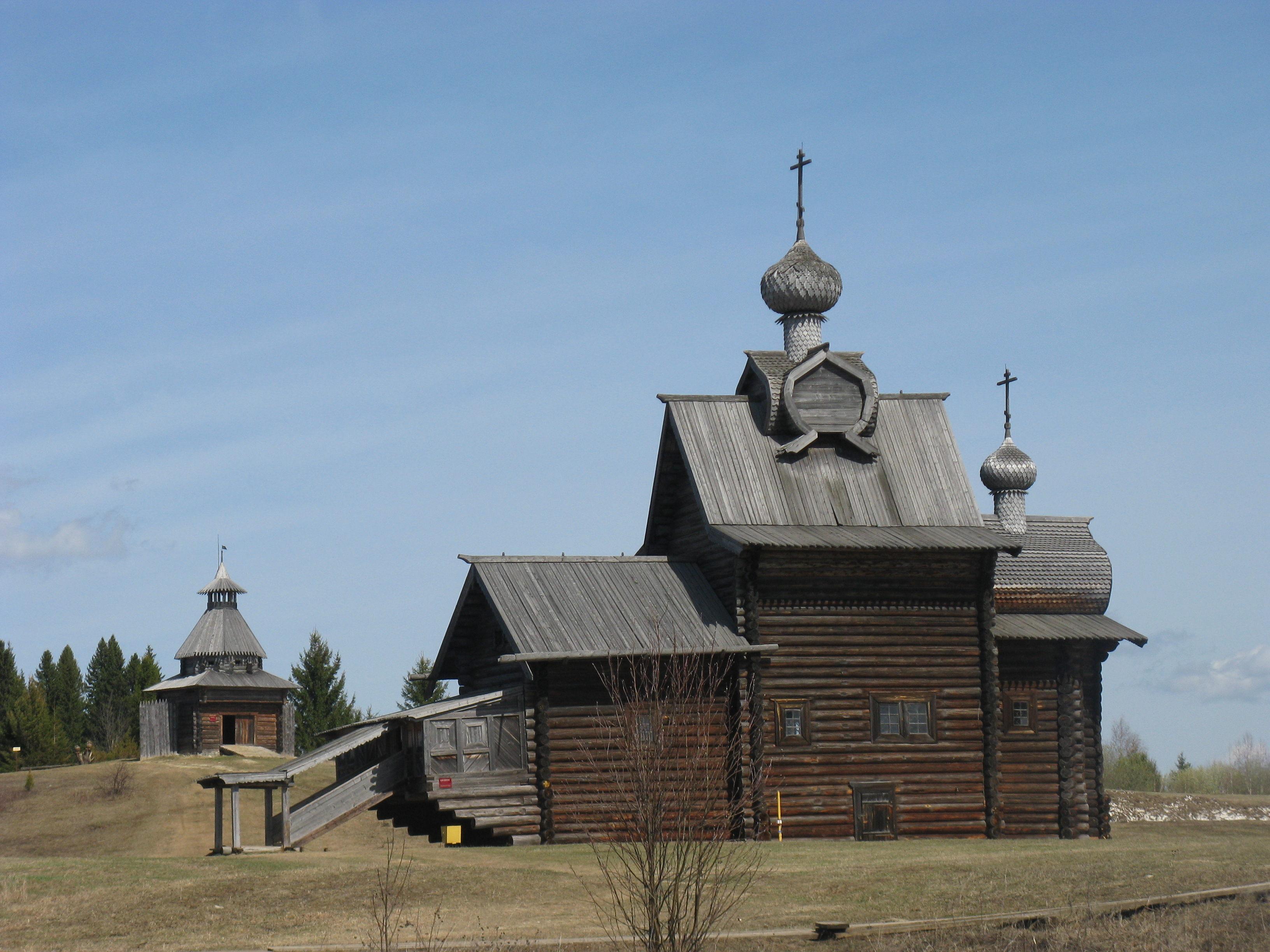
Museo arquitectónico-etnográfico "Jojlovka" en el krai de Perm. Iglesia de la Transformación del Señor (1707) y una torre de vigilancia (siglo XVII).
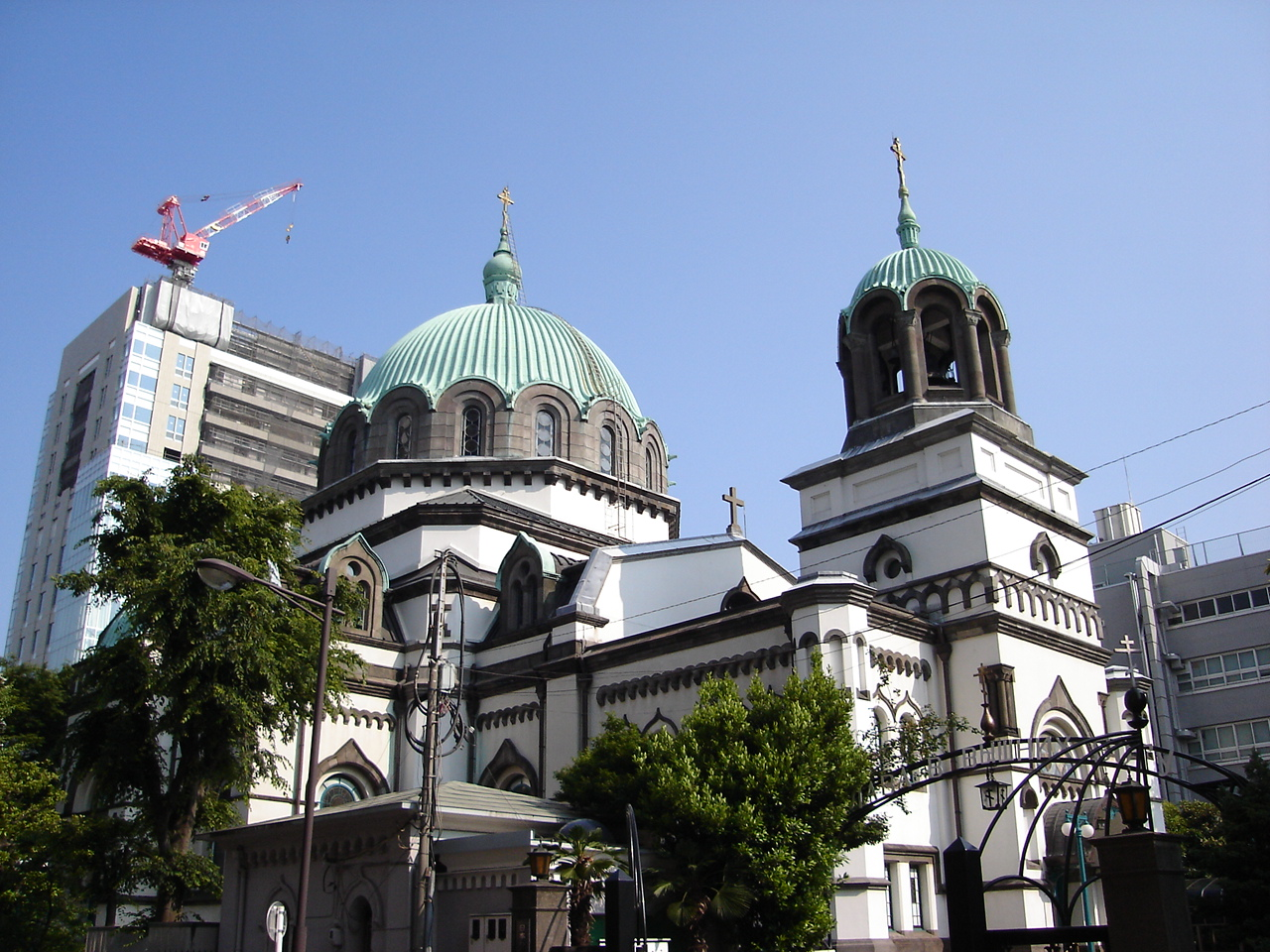
Catedral de la Santa Resurrección (1884-1891) de Tokio (en japonés: Nicorai-do, construida por Nicolás de Japón).
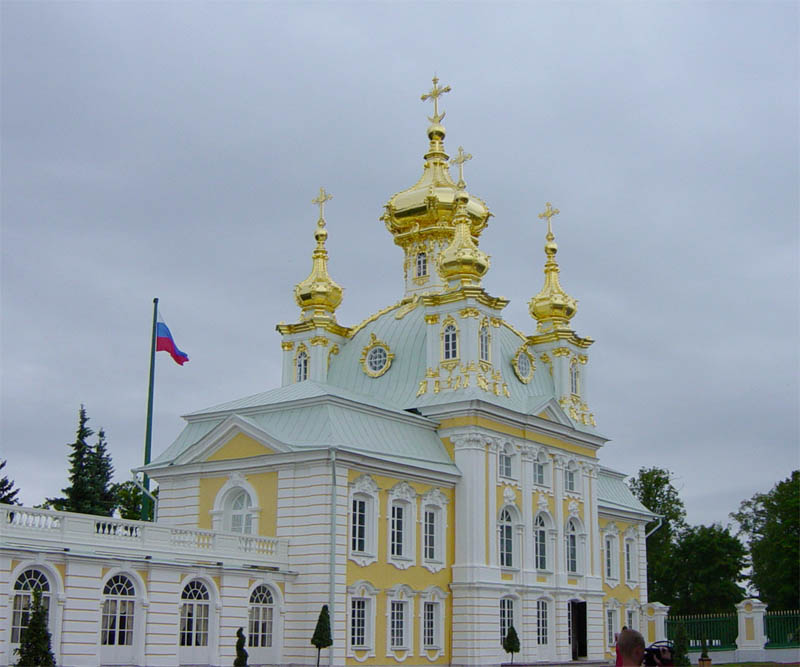
Un ala del Palacio Peterhof, cerca de San Petersburgo, alberga una capilla ortodoxa privada de los zares rusos.
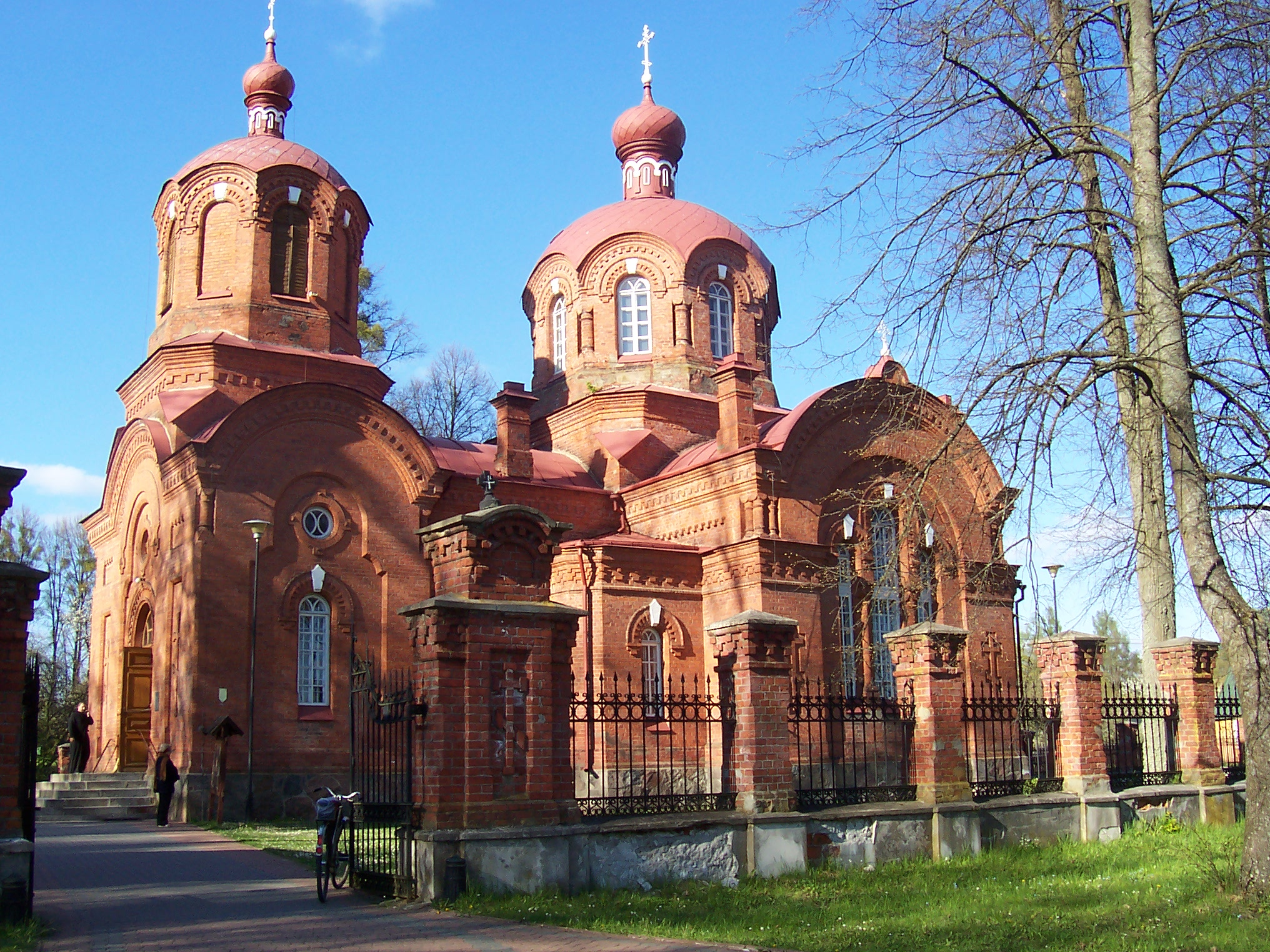
La Iglesia Ortodoxa en Bialowieza, Polonia, en el borde del primitivo bosque de Bialowieza (Patrimonio de la Humanidad).
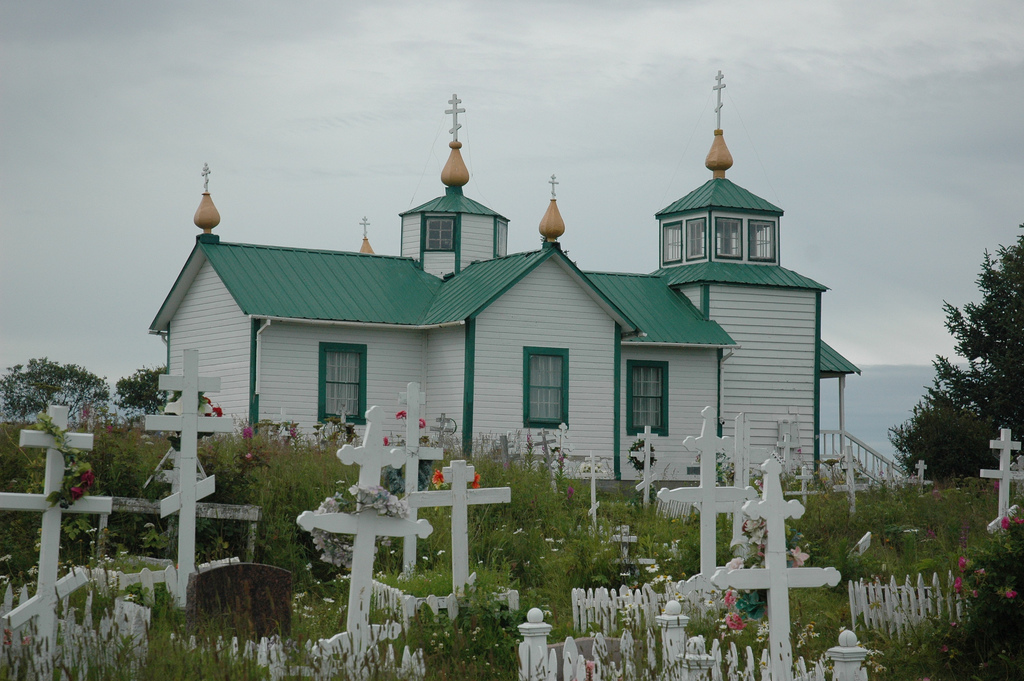
Las iglesias ortodoxas son comunes en Alaska, sobre todo en la parte sur y suroeste del estado.
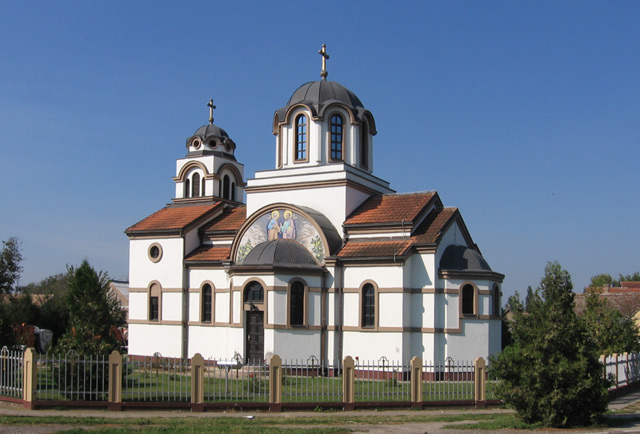
Una iglesia ortodoxa serbia en Nocaj, Vojvodina.
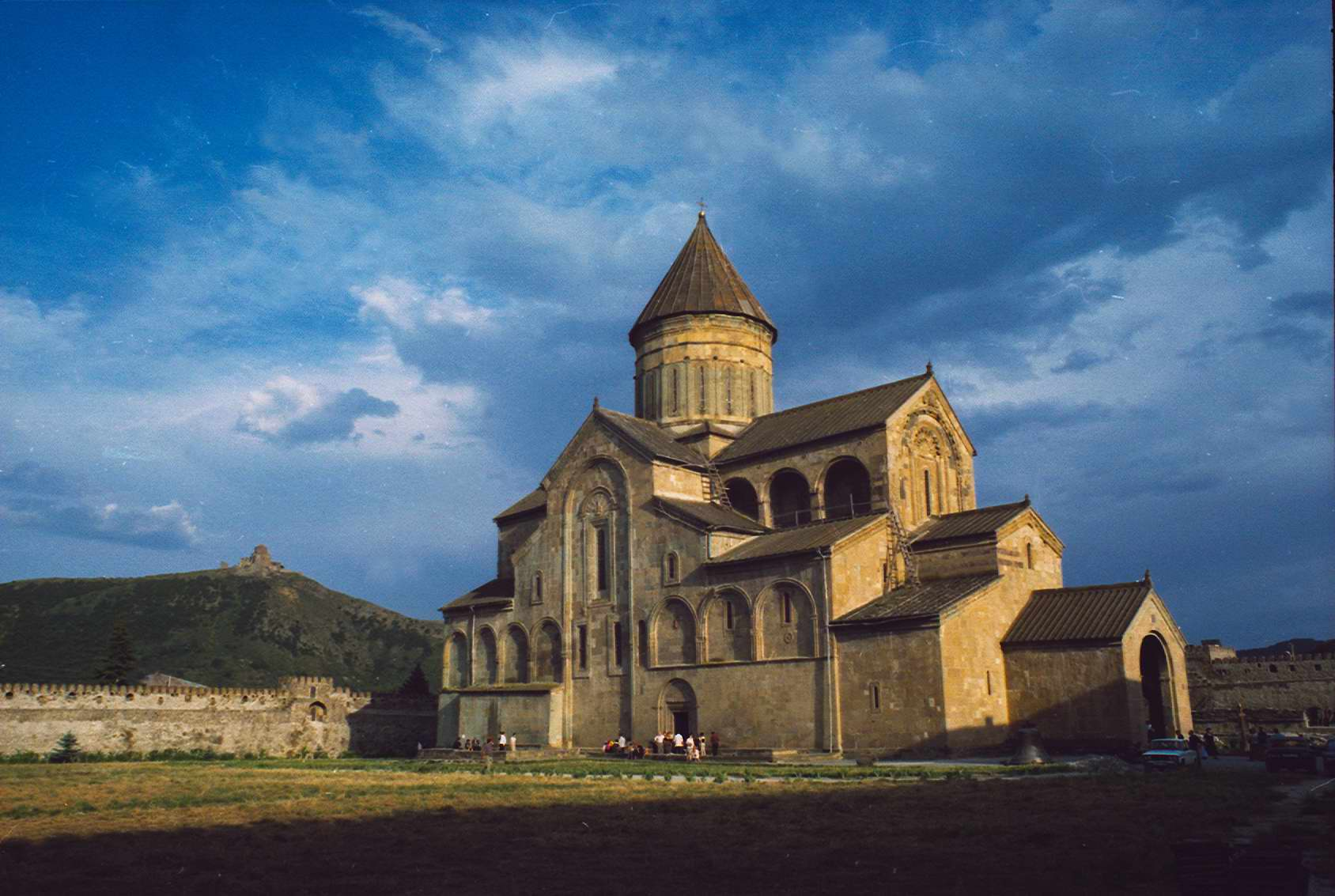
Catedral de Svetitsjoveli (1010-1029) de Mtsjeta, una iglesia georgiana ortodoxa que es uno de los destinos turísticos más populares del país y Patrimonio de la Humanidad.
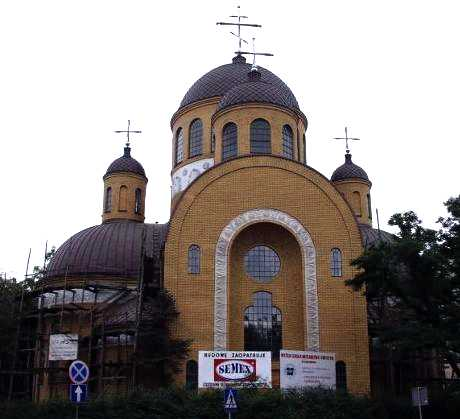
La Iglesia Ortodoxa del Icono de la Virgen de Czestochowa es una iglesia ortodoxa polaca en Częstochowa que honra el Icono de la Virgen de Czestochowa, considerado como uno de los símbolos nacionales del país.
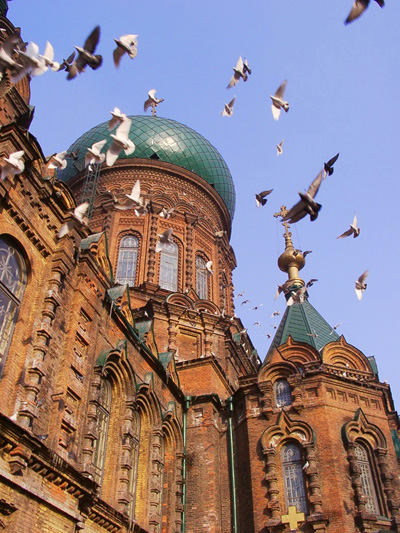
La Iglesia Ortodoxa Rusa de Santa Sofía en Harbin, China.
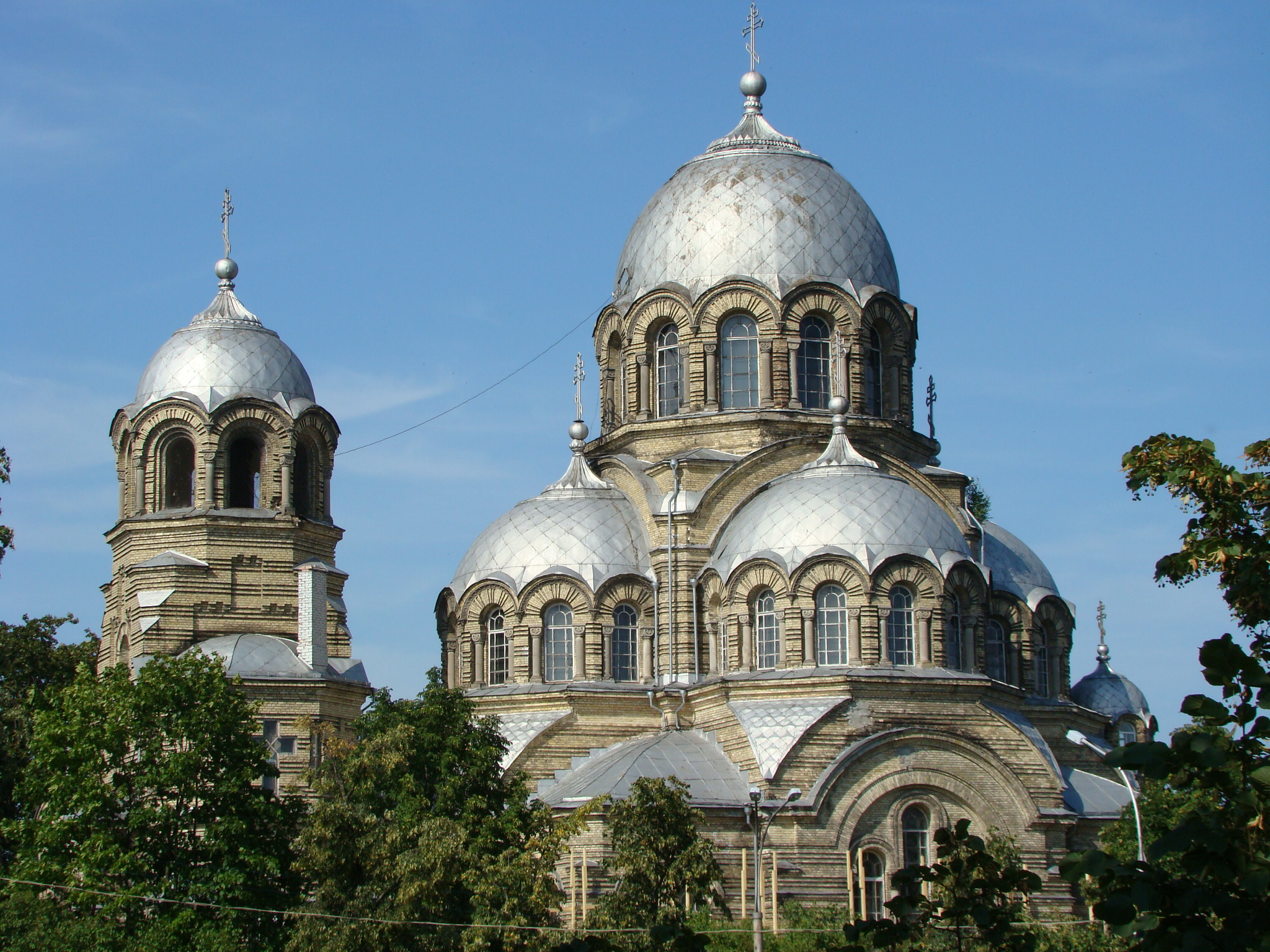
La iglesia de la Theotokos Orans (Nuestra Señora del Signo) en Vilnius muestra características típicas del desarrollado renacimiento bizantino: expuesta en dos tonos, rayado, albañilería; cuatro ábsides simétricos bien fusionados en la cúpula principal, creación de un esquema triangular de altura; arcadas mezcladas en las cúpulas; y un relativamente pequeño campanario, subordinado claramente a la cúpula principal.
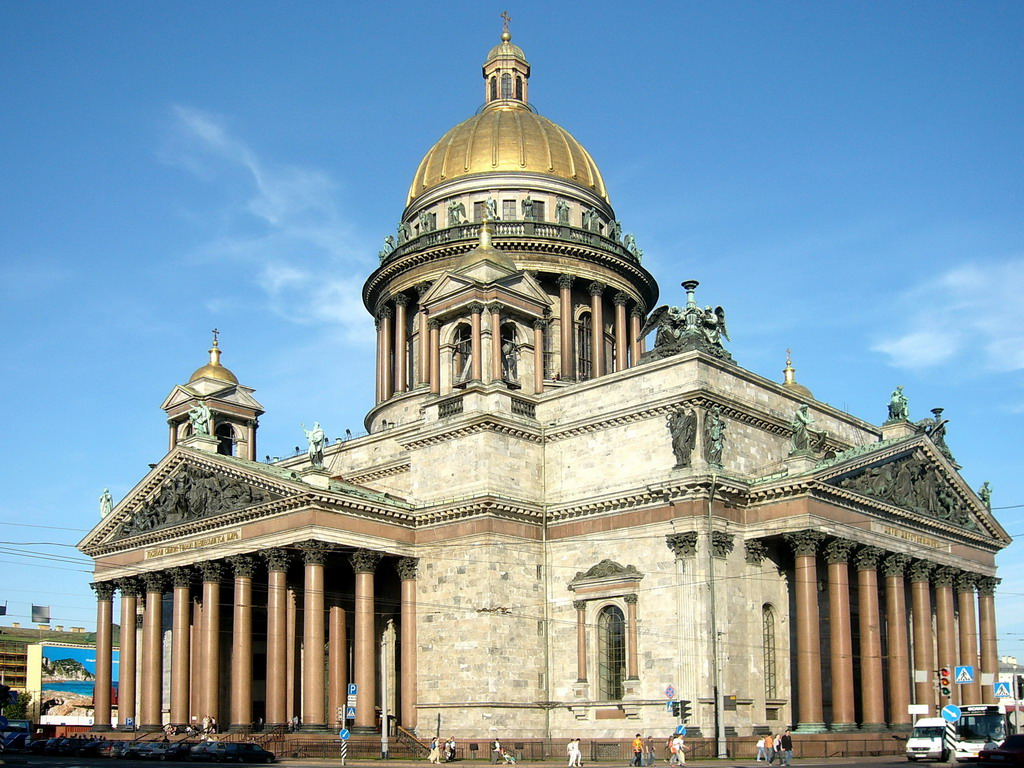
Catedral de San Isaac en San Petersburgo, el ejemplo más famoso de una iglesia ortodoxa construida en  estilo clásico.
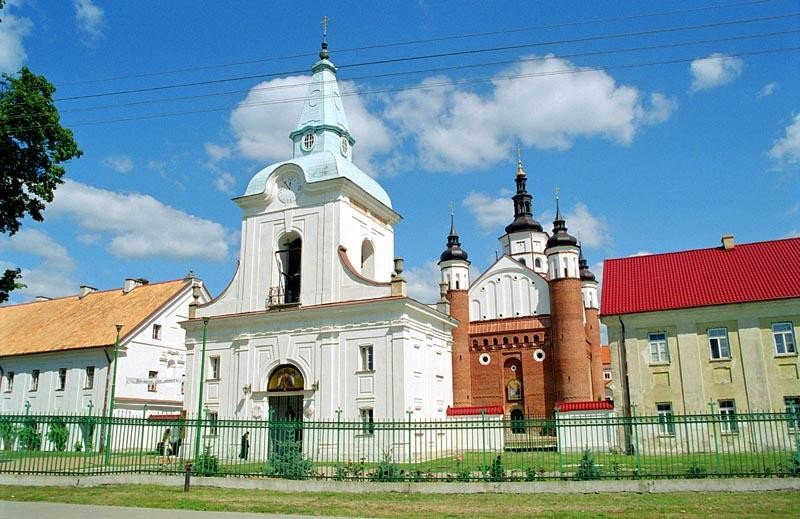
La Lavra Supraśl está pasando por trabajos de conservación desde la caída del comunismo, cuando el gobierno polaco la devolvió a la Iglesia ortodoxa polaca autocéfala.